# Sainte-Feyre
 Sainte-Feyre  es una localidad y comuna de Francia, en la región de Lemosín, departamento de Creuse, en el distrito de Guéret y cantón de Guéret Sudeste.
Su población en el censo de 1999 era de 2.250 habitantes.
Está integrada en la Communauté de communes de Guéret-Saint-Vaury.

## Demografía
| 1 425 | 1 457 | 1 547 | 1 889 | 2 250 | 2 250 |
| Para los censos de 1962 a 1999 la población legal corresponde a la población sin duplicidades (Fuente: INSEE [Consultar]) |       |       |       |       |       |